# Via Ferrata Tridentina
La via ferrata Tridentina est une via ferrata située dans le groupe Sella dans le massif des Dolomites, juste en aval du col Gardena, du côté du val Badia.

## Généralités

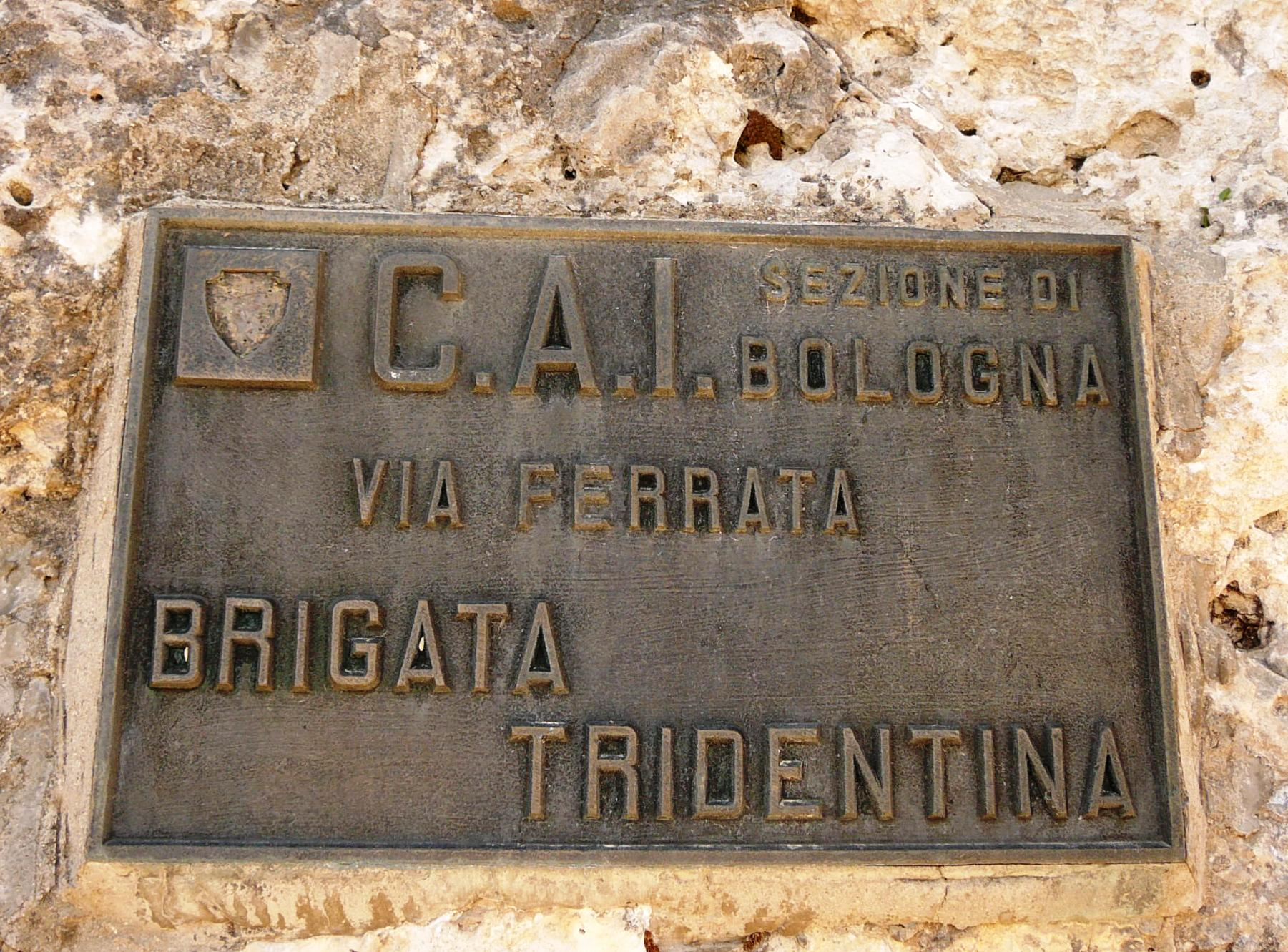
Signe de la via ferrata Tridentina.

De nombreux facteurs font de ce parcours l'une des vie ferrate les plus populaires dans les Dolomites. La beauté des falaises abruptes des Dolomites, avec la cascade du Pisciadù qui s’écrase près du tracé de la via ferrata. Le panorama, que l’on peut apprécier tout au long de l’ascension, avec le village de Colfosco qui s’éloigne sous les pieds des grimpeurs avec le vide qui se creuse. Il y a deux options pour la descente : par le sentier no 666 qui descend le val Setus, partiellement équipé et assez raide, mais qui aboutit directement au parking de départ, ou par le chemin no 676, également équipé dans cette partie, mais moins raide et difficile et qui rejoint le val di Mesdì et mène au village de Colfosco. La curiosité la plus spectaculaire est sûrement le pont suspendu au-dessus d’une profonde faille rocheuse qui mène de la tour Exner (2 496 m) au plateau de Pisciadù où il est possible de voir le massif rocheux du groupe Sella.

## Caractéristiques

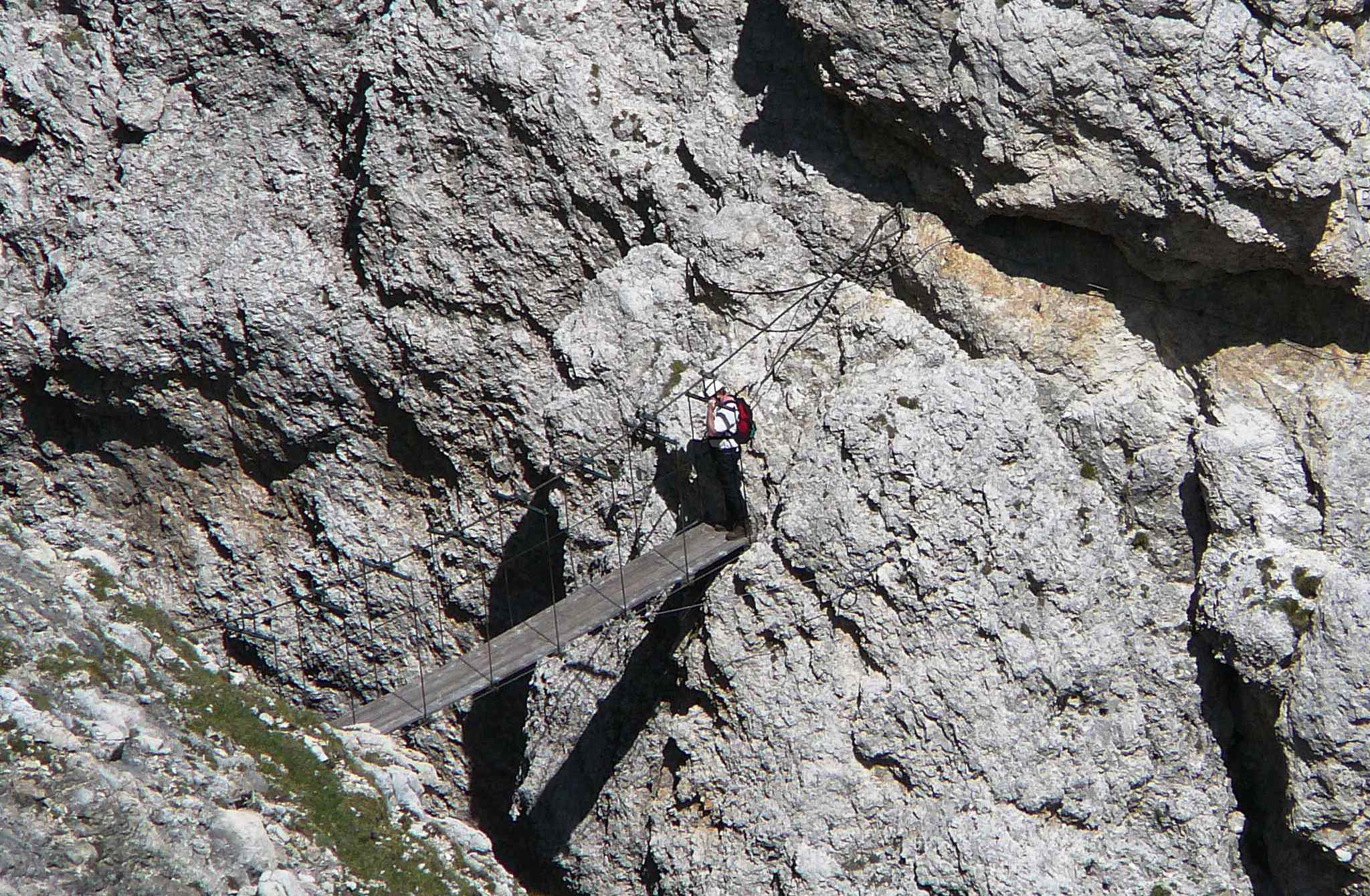
Le pont suspendu, dans le dernier tronçon de la via ferrata.

- Temps total : 3 h pour l'ascension jusqu'au refuge Cavazza al Pisciadù ; 1 h 30 pour la descente du val Setùs (via le chemin no 666) ;
- Difficulté : assez difficile (AD), nécessite une bonne expérience de la via ferrata, très aérienne, en particulier dans le dernier tronçon ;
- Dénivelé : 630 m ;
- Période : mi-juin à mi-septembre, en essayant d'éviter les files d'attente et les retards sur la via ferrata dus à la surfréquentation touristique du week-end ;
- Matériel: équipement de ferrata classique ;
- Accès : parking principal situé huit virages en épingle au-dessous du col Gardena, versant val Badia ;
- Descente : par le chemin no 666, en descendant par le val Setùs, par un itinéraire partiellement aménagé mais déconseillé en cas de pluie ou de neige ou par le chemin no 676 qui descend vers le val di Mesdì jusqu'à Colfosco.

## Description du parcours

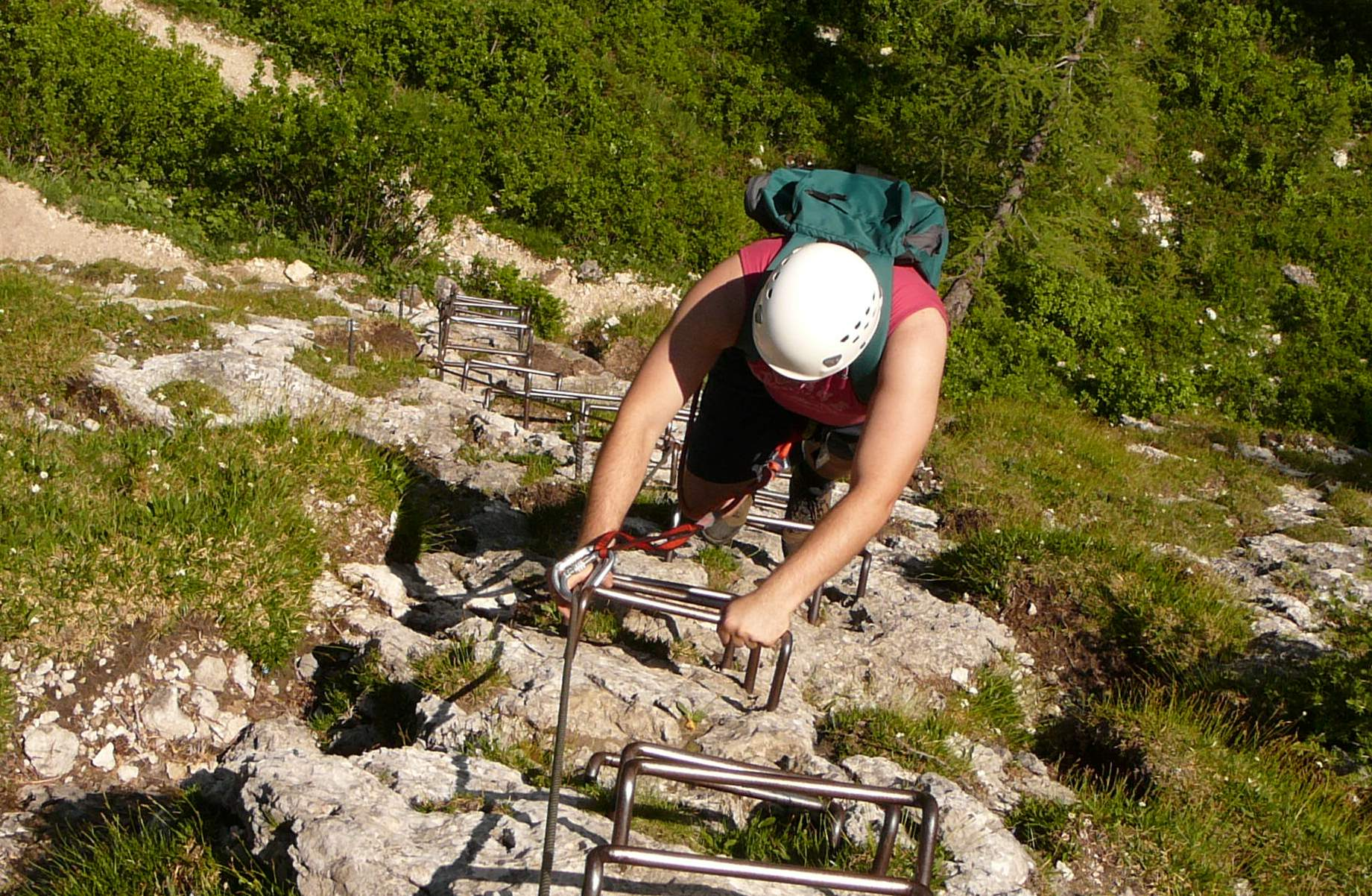
Les marches métalliques de la première section.

Le point de départ classique se situe  généralement au parking, huit virages en aval du col Gardena, sur le versant du val Badia. Il faut emprunter le chemin à gauche indiqué par le panneau Via Ferrata Brigata Tridentina, qui mène à la via ferrata en 5 minutes. Cette via ferrata peut être divisée en trois parties qui offrent à la fin de chacune d’elles un itinéraire de repli pour retrouver un chemin normal ou pour retourner au parking.

### Première section

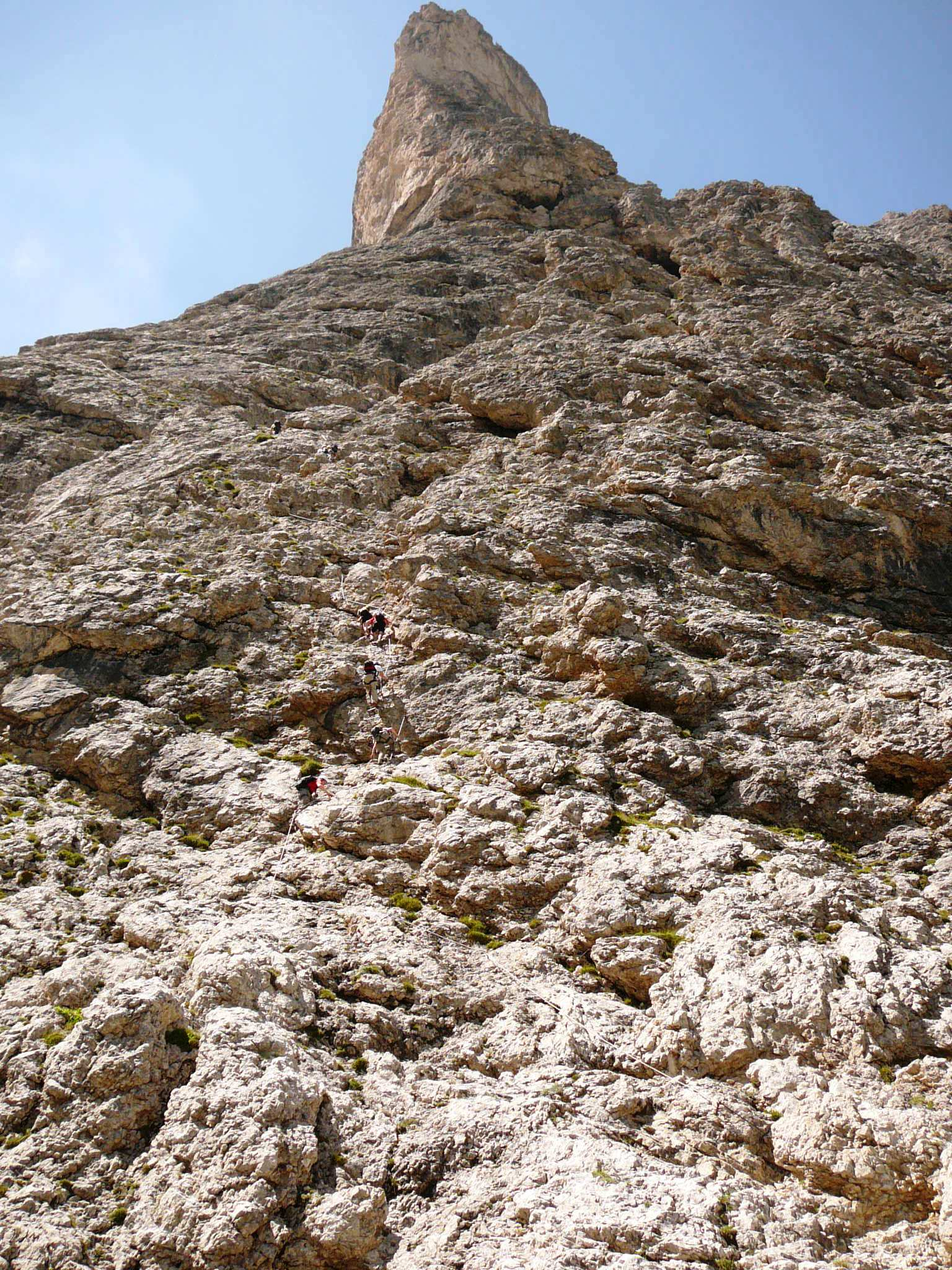
Le mur de la deuxième section, avec le haut de la tour Exner.

La première partie de l'ascension, la plus courte, est principalement constituée de quelques rangées de marches équipées d'une main courante métallique. Cette première partie donne une idée de la difficulté de la via ferrata.
Pour les grimpeurs qui éprouvent des difficultés après cette première section, il est fortement recommandé de redescendre sur le parking par le sentier. En empruntant ce chemin qui vient du col Gardena, il y a deux possibilités : redescendre directement sur le parking ou remonter le val Setùs pour rejoindre le refuge.

### Deuxième section

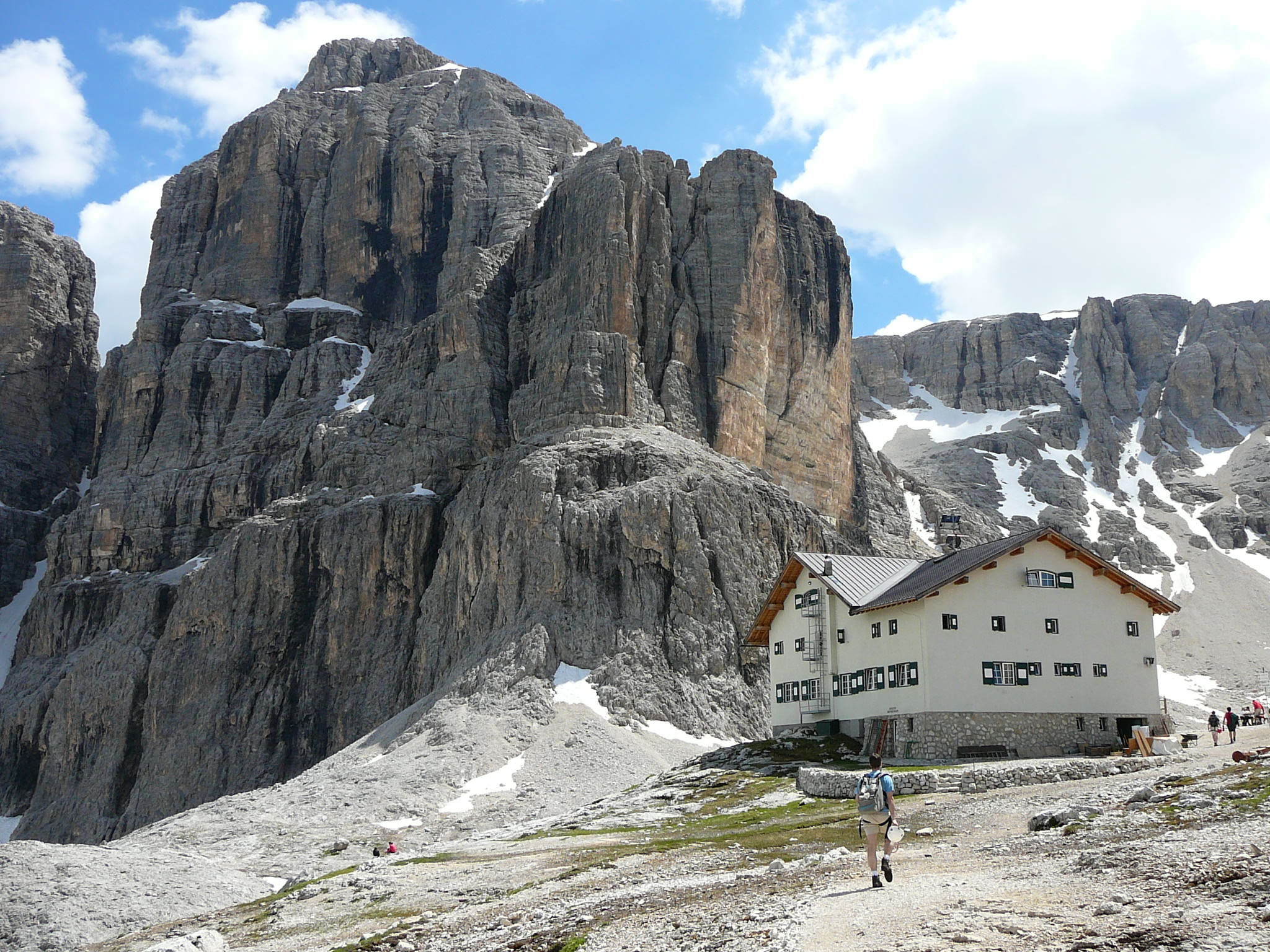
L'arrivée au refuge Cavazza al Pisciadù, avec en arrière-plan le Pisciadù.

Une fois la première grande marche franchie, il faut poursuivre en passant deux gros rochers le long d'un chemin plat qui mène à la deuxième partie, la véritable attaque de la via ferrata et où se trouve à gauche le saut de la cascade de Pisciadù. Cette partie, la plus longue des trois, franchit un mur vertical qui, grâce aux nombreuses prises et à l'équipement en place permet de déboucher sur un large bassin[pas clair]. Il est possible de poursuivre l'ascension sur un chemin normal ou en gravissant le sommet de la tour Exner (2 496 m). Cette dernière partie n’est pas aussi longue que la deuxième partie de la via ferrata, mais elle présente quelques passages très exposés, bien que toujours bien sécurisés[pas clair].

### Troisième section

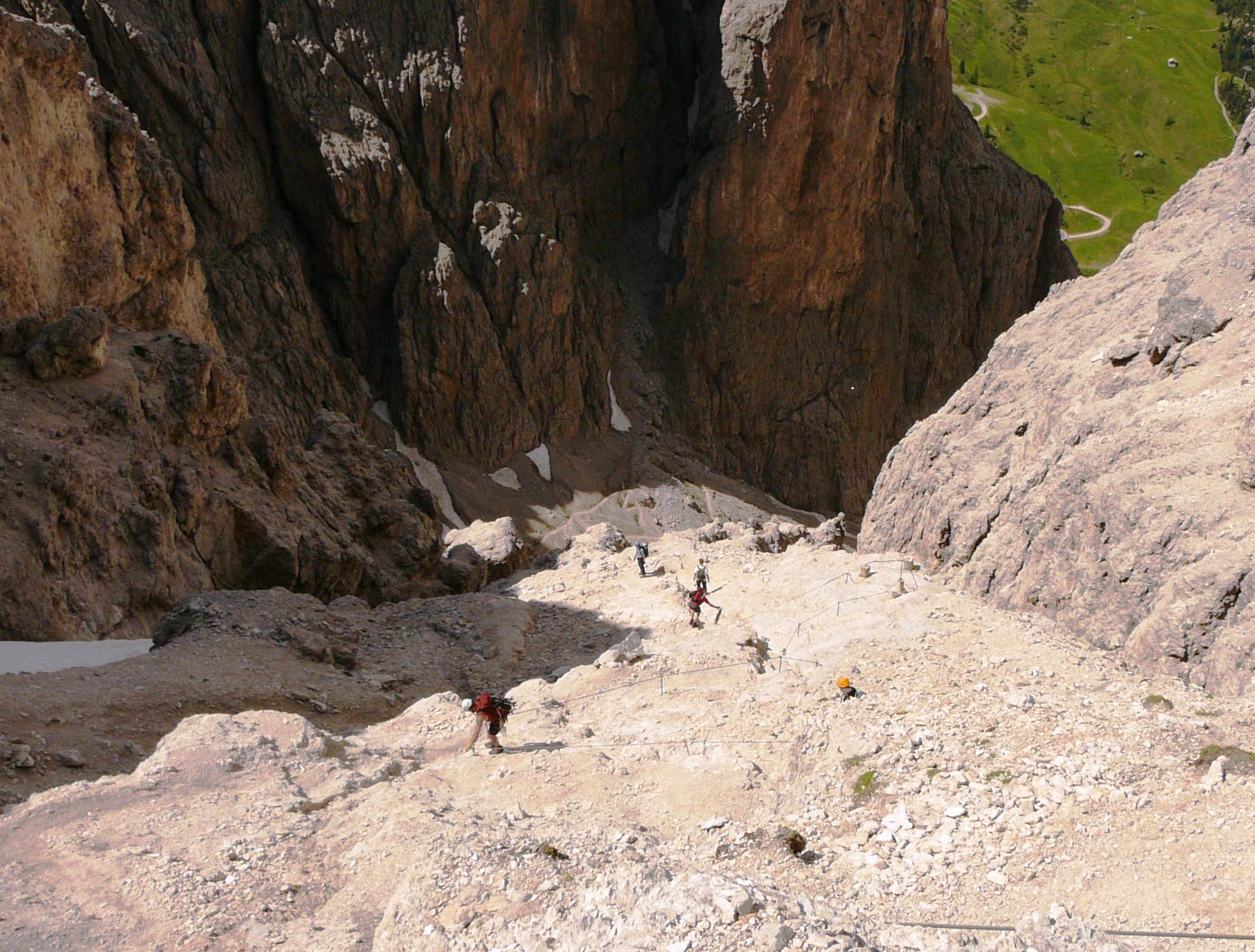
La descente du val Setùs.

La troisième section de la via ferrata débute par des passages plus exposés et verticaux mais équipés de nombreuses mains courantes et échelles, notamment à proximité du sommet de la tour Exner. De la tour, un pont suspendu étroit permet d'accéder au plateau de Pisciadù, puis un chemin facile permet en 10 minutes de rejoindre le refuge Cavazza al Pisciadù qui se dévoile au grimpeur. 

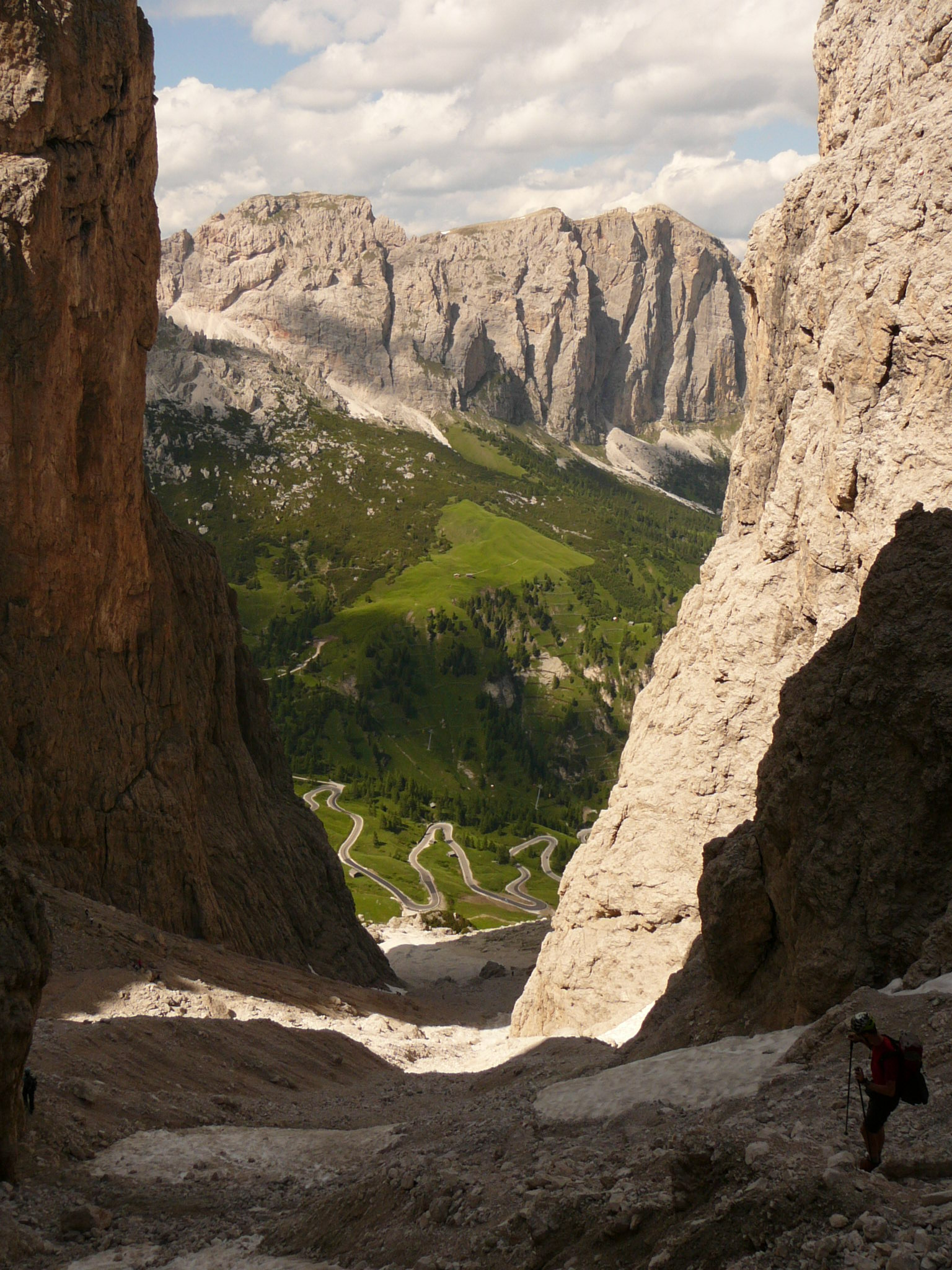
Le dernier tronçon du val Setùs.

Quelques itinéraires ou variantes permettent de continuer l'excursion : 
- le sommet de Pisciadù (2 985 m) en une heure de marche depuis le refuge. Le chemin menant au sommet ne présente pas de grandes difficultés et il est équipé de mains courantes métalliques tout au long du parcours ;
- la traversée du groupe Sella pour atteindre le col Pordoi. Il faut alors emprunter le chemin no 666 qui longe le lac Pisciadù et continue le long de la côte[pas clair] sous la Cima Pisciadù. Après un tronçon équipé de quelques cordes, le parcours se poursuit pour atteindre le point le plus élevé des 2 900 m où se dévoile le plateau dans toute sa splendeur. En deux heures, le refuge de Boè est atteint et de là, il convient de continuer en direction de la forcella Pordoi (chemin no 627) où il y a possibilité de prendre le téléphérique jusqu'au refuge Maria.     Après le refuge, le parcours permet de monter rapidement au col ou de poursuivre la descente abrupte en suivant le même chemin pour atteindre le col[pas clair] après environ une heure et demie de marche. Du col, des bus réguliers ou des taxis permettent de rejoindre le parking de départ.

### Descente
Pour redescendre sur le parking, il est conseillé de suivre le chemin no 666 qui descend au val Setus et atteint le parking en une heure et demie de marche ou éventuellement le col Gardena. Le chemin est très escarpé et il est équipé de câbles métalliques dans la descente. Le dernier tronçon de la descente s'effectue dans les éboulis de la vallée étroite.  
Du refuge Pisciadù, la seconde option pour descendre se fait sur le chemin no 676 qui longe le val di Mesdì jusqu’à Colfosco, une alternative moins fréquentée. De plus, ce chemin est partiellement équipé de câbles et les difficultés sont moins grandes que dans le val Setus. Après l'intersection avec le val di Mesdì, la dernière descente en direction du village de Colfosco, un peu raide, mérite une attention particulière. Après deux heures de marche environ, le chemin atteint les cascades de Colfosco et le village voisin.